# Get Up Offa That Thing
Get Up Offa That Thing è il quarantaseiesimo album in studio del cantante statunitense James Brown, pubblicato nel 1976.

## Tracce
1. Get Up Offa That Thing / Release the Pressure – 9:17
2. You Took My Heart – 3:22
3. I Refuse to Lose – 7:32
4. Can't Take It With You – 9:06
5. Home Again – 4:38
6. This Feeling – 8:23